# Furyo
Pour plus de détails, voir Fiche technique et Distribution.
Furyo (Senjō no Merry Christmas (戦場のメリークリスマス, Senjō no merī kurisumasu) ou Merry Christmas, Mr. Lawrence) est un film dramatique britanno-néo-zélando-japonais réalisé par Nagisa Ōshima, sorti en 1983. Le terme « Furyo » (俘虜) correspond au nom donné aux prisonniers de guerre par les soldats japonais.
Le scénario, écrit par Nagisa Ōshima et Paul Mayersberg, se base sur deux livres autobiographiques de Laurens van der Post relatant son expérience durant la Seconde Guerre mondiale. Ryūichi Sakamoto a écrit la musique et les paroles du thème principal de la bande-originale, « Forbidden Colours » featuring David Sylvian, qui est devenu un succès mondial.
Le film est sélectionné en compétition officielle au Festival de Cannes 1983. Récompensé dans plusieurs pays, il gagne notamment le BAFTA de la meilleure musique de film et plusieurs prix Mainichi.

## Synopsis
En 1942, le capitaine Yonoi est le commandant du camp de prisonniers de guerre de Lebak Sembada, dans la province de Java occupée par les Japonais. Adhérant strictement au code du bushido, son seul lien avec les prisonniers est l’empathique lieutenant-colonel John Lawrence, le seul détenu parlant couramment le japonais, et le group captain Hicksley, qui résiste à plusieurs reprises aux tentatives de Yonoi de trouver des experts en armement parmi les prisonniers pour les intérêts de l’armée japonaise. Lawrence s’est lié d’amitié avec le sergent Gengo Hara, mais reste en désaccord avec le reste du personnel.
Convoqué au procès militaire du Major Jack Celliers récemment capturé pour avoir atterri en parachute puis attaqué un convoi japonais avec l'aide de guerilleros locaux, Yonoi est fasciné par sa résilience et le fait interner au camp. Celliers refuse de se soumettre et se moque continuellement de Yonoi ; s'engage alors une guerre psychologique entre eux pour avoir l'ascendant. Le comportement rebelle de Celliers entraîne un sentiment d'admiration de la part de Yonoi.
Comme Celliers, Yonoi est aussi tourmenté par un sentiment de culpabilité. Il était auparavant en poste en Mandchourie et il a été incapable de se rendre à Tokyo avec ses camarades officiers, les « Jeunes Officiers du Levant », pour le coup d'État militaire du 26 février 1936. Le coup d'État ayant échoué, les officiers rebelles avaient été exécutés et Yonoi regrette de ne pas avoir partagé leur sort. Yonoi sent en Celliers un alter-ego et veut remplacer le commandant du camp de prisonniers des Britanniques, le group captain Hicksley, par Celliers comme porte-parole des prisonniers.
À la suite d'une altercation, après que les prisonniers ont été obligés d'assister au suicide d'un garde coréen qui avait violé un jeune prisonnier, Yonoi inflige aux furyos deux jours de jeûne. Celliers arrive à passer clandestinement des manjū, mais est surpris par Yonoi. Parallèlement, Yonoi accuse Celliers et Lawrence d'avoir amené une radio portative camouflée dans une gourde à l'intérieur du camp pour communiquer avec les Alliés. Ils sont mis à l'isolement et maltraités. L'ordonnance de Yonoi, réalisant l’emprise de Celliers sur son supérieur, tente de tuer Celliers dans son sommeil cette nuit-là, mais échoue après que celui-ci se soit réveillé et échappé, libérant également Lawrence. Yonoi attrape Celliers et le défie en duel en échange de sa liberté, mais Celliers refuse ; l'ordonnance revient et se tue pour son échec, exhortant Yonoi à tuer Celliers avant que ses sentiments ne le dominent.
Lors des funérailles, Lawrence apprend que lui et Celliers seront exécutés pour la radio, malgré le manque de preuves, afin de maintenir l’ordre dans le camp ; furieux, il saccage l’autel funéraire et est forcé de retourner dans sa cellule. Cette nuit là, Celliers lui confesse que depuis des années il ne se pardonne pas d'avoir laissé bizuter son plus jeune frère lorsque celui-ci l'a rejoint au lycée : en se cachant, il l'a laissé lâchement être humilié par « la meute » comme tous les autres nouveaux élèves.
Le jour de Noël, le sergent Hara, ivre après avoir bu du saké et se prenant pour le Père Noël, fait preuve d'humanité en convoquant Lawrence et Celliers pour leur annoncer leur libération car un autre prisonnier chinois s'est dénoncé. Alors que les prisonniers libérés sortent de la salle, Hara, qui ne parle que japonais, leur dit pour la première fois en anglais : « Joyeux Noël, Lawrence ! ». Bien que Yonoi soit en colère contre Hara pour avoir outrepassé son autorité, il ne le réprimande que légèrement.
Hicksley, réalisant que Yonoi veut le remplacer par Celliers comme porte-parole, l’affronte. Les deux hommes se disputent sur le fait qu’ils n’ont pas caché d’informations l’un à l’autre avant qu’un Yonoi furieux n’ordonne à tout le camp de se former à l’extérieur de la caserne, y compris les patients malades de l’infirmerie, ce qui entraîne la mort de l’un d’entre eux. Hicksley, qui a refusé de faire sortir les patients, doit être puni pour son insubordination par une exécution sur-le-champ. À ce moment, Celliers décide d'intervenir, s'approche du capitaine Yonoi et l'embrasse sur les deux joues. Yonoi, déstabilisé, veut frapper Celliers mais, déchiré par ses sentiments contradictoires envers l'Anglais, n'y arrive pas et, révélant sa faiblesse et déshonoré en public, s'évanouit. Celliers est battu par les gardes et traîné hors des lieux.
À la suite de cet incident, la direction du camp est attribuée à un autre capitaine, beaucoup plus dur. Celui-ci, pour le punir, décide de le faire enterrer jusqu'au cou jusqu'à ce que mort s'ensuive. Sous un soleil de plomb, la tête dépassant du sol, l'Anglais agonise. La nuit suivante, Yonoi se glisse en cachette sur le lieu du supplice et coupe une mèche de cheveux de Celliers pour la prendre en souvenir. Il se lève, se met au garde à vous devant Celliers et s'en va, ce dernier mourant à cet instant.
Quatre ans plus tard, en 1946, la guerre finie, Lawrence rend visite à Hara qui est devenu prisonnier de guerre des forces alliées. Hara a appris l'anglais durant sa captivité et apprend à Lawrence qu'il va être exécuté le matin suivant pour crime de guerre. Lawrence lui dit que Yonoi lui a donné la mèche de cheveux de Celliers afin qu'il l'amène dans son village natal au Japon pour la déposer sur son autel mortuaire. On apprend que Yonoi est mort, exécuté, juste après la guerre. Hara évoque le jour de Noël où il a libéré Lawrence et Celliers, et les deux hommes s'en amusent beaucoup. Ils se disent adieu, sachant qu'ils ne se reverront pas. En quittant la pièce, Hara lance à Lawrence : « Joyeux Noël, Joyeux Noël, M. Lawrence ».

## Fiche technique
- Titre original japonais : Senjō no Merry Christmas (戦場のメリークリスマス, Senjō no merī kurisumasu?)
- Titre original anglais : Merry Christmas, Mr. Lawrence
- Titre français : Furyo
- Réalisation : Nagisa Ōshima
- Scénario : Paul Mayersberg et Nagisa Ōshima, d'après le roman The Seed and the Sower de Laurens van der Post (1963)
- Musique : Ryūichi Sakamoto
- Décors : Shigemasa Toda, Andrew Sanders
- Photographie : Toichiro Narushima
- Montage : Tomoyo Ōshima
- Production : Jeremy Thomas
- Sociétés de production : Recorded Picture Company et Ōshima Productions
- Sociétés de distribution : Palace Pictures (Royaume-Uni) ; Shōchiku (Japon)
- Pays d'origine :  Japon,  Royaume-Uni,  Nouvelle-Zélande
- Langues originales : japonais, anglais
- Format : couleurs (Eastmancolor) - 1,85:1 - 35 mm - Dolby stéréo
- Genre : drame
- Durée : 123 minutes[3]
- Dates de sortie :
  - France : 10 mai 1983 (Festival de Cannes) ; 1er juin 1983 (nationale)[4]
  - Japon : 28 mai 1983 (nationale)[3]
  - Royaume-Uni : 25 août 1983 (nationale)
  - États-Unis : 26 août 1983 (nationale)[5]
  - Belgique : 8 septembre 1983 (Festival international du film de Flandre-Gand)
- Classification CNC : tous publics, art et essai[6]

## Distribution
- David Bowie (VF : Michel Papineschi[7]) : le major Jack Celliers
- Tom Conti (VF : Pierre Arditi) : le lieutenant-Colonel John Lawrence
- Jack Thompson (VF : Roger Carel) : le capitaine Hicksley
- Ryūichi Sakamoto : le capitaine Yonoi
- Takeshi Kitano (VF : Bing Yin) : le sergent Gengo Hara
- Johnny Okura : le garde Kanemoto
- Alistair Browning : le garde Jong
- James Malcolm : le frère de Celliers
- Chris Broun (VF : Damien Boisseau) : Celliers âgé de 12 ans
- Yūya Uchida : le commandant de la prison militaire
- Ryunosuke Kaneda : le président du tribunal
- Takashi Naitō : le lieutenant Iwata
- Tamio Ishikura : le procureur
- Hideo Murota : le nouveau commandant du camp
- Rokkō Toura : l’interprète
- Kan Mikami : le lieutenant Ito

## Production
Le film est basé sur deux romans autobiographiques de Laurens van der Post, un auteur britannique d'origine sud-africaine qui relate son expérience de prisonnier dans un camp japonais durant quatre ans dans The Seed and the Sower (1963 ; littéralement : « Le grain et le semeur ») et The Night of the New Moon (1970 ; littéralement : « La nuit de la nouvelle lune »). Le tournage s'est déroulé à Rarotonga dans les îles Cook et à Auckland en Nouvelle-Zélande.

### Distribution
Lawrence est interprété par Tom Conti, acteur de théâtre qui a notamment joué dans Les Duellistes de Ridley Scott. Hara, personnage à la fois jovial et cruel, qui symbolise le peuple, est joué par Takeshi Kitano qui, à l'époque, n'était qu'un comique connu uniquement au Japon. Yonoï, un samouraï commandant du camp, est joué par Ryūichi Sakamoto, musicien qui fait partie, à l'époque, du groupe du Yellow Magic Orchestra. Il est également l'auteur de la bande originale du film. David Bowie, qui interprète Celliers, avait refusé de composer la bande-son pour pouvoir rester crédible en tant qu'acteur. Ōshima a été convaincu que Bowie était l'acteur - l'« Ange » - qu'il lui fallait en voyant celui-ci interpréter Joseph Merrick alias Elephant Man sur les planches d'un théâtre de Broadway, en 1980.
Furyo marque une étape importante dans la carrière de Takeshi Kitano, connu au moment du tournage comme comique à succès au Japon, qui obtient avec ce film son premier rôle dramatique et important, malgré une expérience cinématographique quasi inexistante,. Ōshima estimait que Kitano n'était pas qu'un comique et que se cachait aussi en lui un homme au cœur dur.

## Bande originale
Toutes les compositions sont de Ryūichi Sakamoto, sauf 23rd Psalm qui est une musique traditionnelle. Les paroles sont écrites et chantées par David Sylvian sur Forbidden Colours (titre inspiré par celui d'un roman de Yukio Mishima). Sakamoto gagne le BAFTA 1984 de la meilleure musique de film.
Liste des titres
1. Merry Christmas Mr. Lawrence
2. Batavia
3. Germination
4. A Hearty Breakfast
5. Before the War
6. The Seed and the Sower
7. A Brief Encounter
8. Ride, Ride, Ride (Celliers' Brother's Song)
9. The Fight
10. Father Christmas
11. Dismissed
12. Assembly
13. Beyond Reason
14. Sowing the Seed
15. 23rd Psalm
16. Last Regrets
17. Ride, Ride, Ride (reprise)
18. The Seed
19. Forbidden Colours - Avec David Sylvian

## Sortie et accueil
Furyo obtient un accueil critique positif, obtenant 79% sur le site Rotten Tomatoes, pour 19 critiques et une moyenne de 6.2⁄10.
Le film totalise 1 579 223 entrées en France et 2 306 560 $ aux États-Unis,.

## Distinctions
Sauf indication contraire, les informations mentionnées dans cette section peuvent être confirmées par la base de données cinématographiques IMDb,  présente dans la section « Liens externes ».

### Récompenses
- National Board of Review Awards 1983 : National Board of Review Award du meilleur acteur pour Tom Conti[18]
- BAFTA 1984 : BAFTA de la meilleure musique de film pour Ryūichi Sakamoto[19]
- prix Kinema Junpō 1984 : meilleur film (choix des lecteurs)[20]
- Prix Mainichi 1984 : meilleur film, meilleur réalisateur et meilleur scénario pour Nagisa Ōshima, meilleur acteur dans un second rôle pour Takeshi Kitano, meilleure musique de film pour Ryūichi Sakamoto[21]
- Japan Academy Prize 1984 : prix spécial[22]

### Sélections et nominations
- Festival de Cannes 1983 : en compétition pour la Palme d'or[23]
- Japan Academy Prize 1984 : prix du meilleur film et du meilleur réalisateur pour Nagisa Ōshima, du meilleur acteur dans un second rôle pour Takeshi Kitano, des meilleurs décors pour Shigemasa Toda et de la meilleure musique de film pour Ryūichi Sakamoto [22]

## Controverse juridique
Furyo fut l'objet d'un célèbre arrêt de la Cour de justice des Communautés européennes (CJCE) lorsque la Fédération nationale des cinémas français (FNCF), en application de la loi française, obtint du tribunal de grande instance de Paris la saisie de vidéocassettes du film. La société Cinéthèque souhaitait distribuer Furyo sous forme de vidéocassette avant l'expiration du délai de 12 mois suivant la sortie du film en salle de cinéma prévu par la loi française. La CJCE a confirmé que la loi française était conforme au traité CE mais, ce faisant, a statué que même lorsqu'une loi nationale ne vise pas les importations et n'impose que des modalités de vente s'appliquant indifféremment aux produits importés et aux produits nationaux, cette loi peut néanmoins en principe constituer une atteinte à la libre circulation des marchandises et, ainsi, contrevenir au traité.

## Autour du film

### Référence dans d'autres œuvres
Dans Stupeur et Tremblements, roman d'Amélie Nothomb, la narratrice fait une allusion à une scène de Furyo.